# War on Everyone : Au-dessus des lois
Pour plus de détails, voir Fiche technique et Distribution.
War on Everyone : Au-dessus des lois (War on Everyone) est un film irlando-britannique écrit et réalisé par John Michael McDonagh, sorti en 2016.

## Synopsis
Deux policiers ripoux font du chantage à des criminels au Nouveau-Mexique jusqu'au jour où ils croisent la route d'un gérant d'un club de strip-tease, beaucoup plus dangereux qu'il n'en a l'air.

## Fiche technique
Sauf indication contraire, les informations mentionnées dans cette section peuvent être confirmées par la base de données cinématographiques IMDb,  présente dans la section « Liens externes ».
- Titre français : War on Everyone : Au-dessus des lois
- Titre original : War on Everyone
- Réalisation : John Michael McDonagh
- Scénario : John Michael McDonagh
- Photographie : Bobby Bukowski
- Montage : Chris Gill
- Musique : Lorne Balfe
- Production : Chris Clark, Flora Fernandez-Marengo, Phil Hunt, Compton Ross
- Sociétés de production : Reprisal Films, Head Gear Films, Kreo Films FZ, Metrol Technology
- Société de distribution : Saban Films
- Pays d'origine :  Royaume-Uni
- Langue originale : anglais
- Genre : comédie noire, comédie policière et action
- Durée : 97 minutes
- Dates de sortie :

 Royaume-Uni : 7 octobre 2016
 États-Unis : 3 février 2017
 France : 29 mars 2017 (VOD)

## Distribution
- Alexander Skarsgård (VF : Valentin Merlet) : Détective Terry Monroe
- Michael Peña (VF : Emmanuel Garijo) : Détective Bob Bolaño
- Theo James (VF : Damien Ferrette) : Lord James Mangan
- Malcolm Barrett (VF : Jean-Baptiste Anoumon) : Reggie X
- Tessa Thompson (VF : Fily Keita) : Jackie Hollis
- Caleb Landry Jones (VF : Donald Reignoux) : Russell Birdwell
- Paul Reiser (VF : Michel Dodane) : Lieutenant Gerry Stanton
- Stephanie Sigman (VF : Ethel Houbiers) : Delores Bolaño
- David Wilmot (VF : Yann Guillemot) : Pádraic Power
- Zion Rain Leyba (VF : Jean-Stan DuPac) : Danny Reynard
- Keith Jardine : Barry Webb
- Geoffrey Pomeroy : Jimmy Harris